# Јуен Џен
Јуен Џен (кин: 元稹; пин: Yuán Zhěn, 779 — 831) био је кинески писац и песник у средњој Танг династији познат за његово дело „Прича о Јинг Јинг“ по којој је касније Банг Шифу написао чувени комад са певањем „Западна одаја“.
Пореклом из Лојанга, Јуен је потомак царске породице из северне државе Веи. Изгубио је свог оца 8. године свог живота и преселио се у Фенгсјанг, близу данашњег Баођиа, Шансја са његовом мајком Џенг (кин: 郑氏). Јуен је почео писати кад је био 15, и био је члан Паи Ћијиовог књижевног друштва. Тридесет година био је добар пријатељ песника Паи Ћијиа. Једно време био министар на двору, али је углавном службовао далеко од престонице.